# Dendrophthora carnosa
Dendrophthora carnosa är en sandelträdsväxtart som beskrevs av Urb. & Ekman. Dendrophthora carnosa ingår i släktet Dendrophthora och familjen sandelträdsväxter. Inga underarter finns listade i Catalogue of Life.